# Хотовля
Хотовля (словен. Hotovlja) — поселення в общині Гореня вас-Поляне, Горенський регіон, Словенія. Висота над рівнем моря: 387,3 м.